# Kamienica Otto Riedla w Bydgoszczy
Kamienica Otto Riedla w Bydgoszczy – kamienica położona w Bydgoszczy na ul. Świętojańskiej 2 na rogu ul. Gdańskiej.

## Położenie
Budynek stoi w zachodniej pierzei ul. Gdańskiej, między ul. Cieszkowskiego a Świętojańską.

## Charakterystyka
Kamienicę wzniesiono w latach 1911–1912 dla piekarza Otto Riedla, według projektu bydgoskiego architekta Paula Sellnera. 
W piekarni, od 1924 roku należącej do rodziny Bigońskich, zachował się pierwotny, stuletni wystrój sklepu, a wypiek odbywał się w dużym piecu kaflowym opalanym drewnem. W lutym 2020 właściciel lokalu wypowiedział jego najem, w wyniku czego 25 kwietnia 2020 nastąpiło zamknięcie piekarni. Historyczne wyposażenie sklepu, najstarsze maszyny piekarnicze, w tym piec firmy Werner & Pfleiderer, a także przepisy i receptury zostały przekazane miastu w celu ich przyszłego udostępnienia turystom w młynach Rothera.
Kamienica prezentuje charakterystyczne dla pierwszego dziesięciolecia XX wieku formy wczesnego, historyzującego modernizmu. Bryła budynku jest masywna, o skromnej dekoracji fasad, lecz podkreślonej osiowości kompozycji elementów konstrukcyjnych.

## Galeria

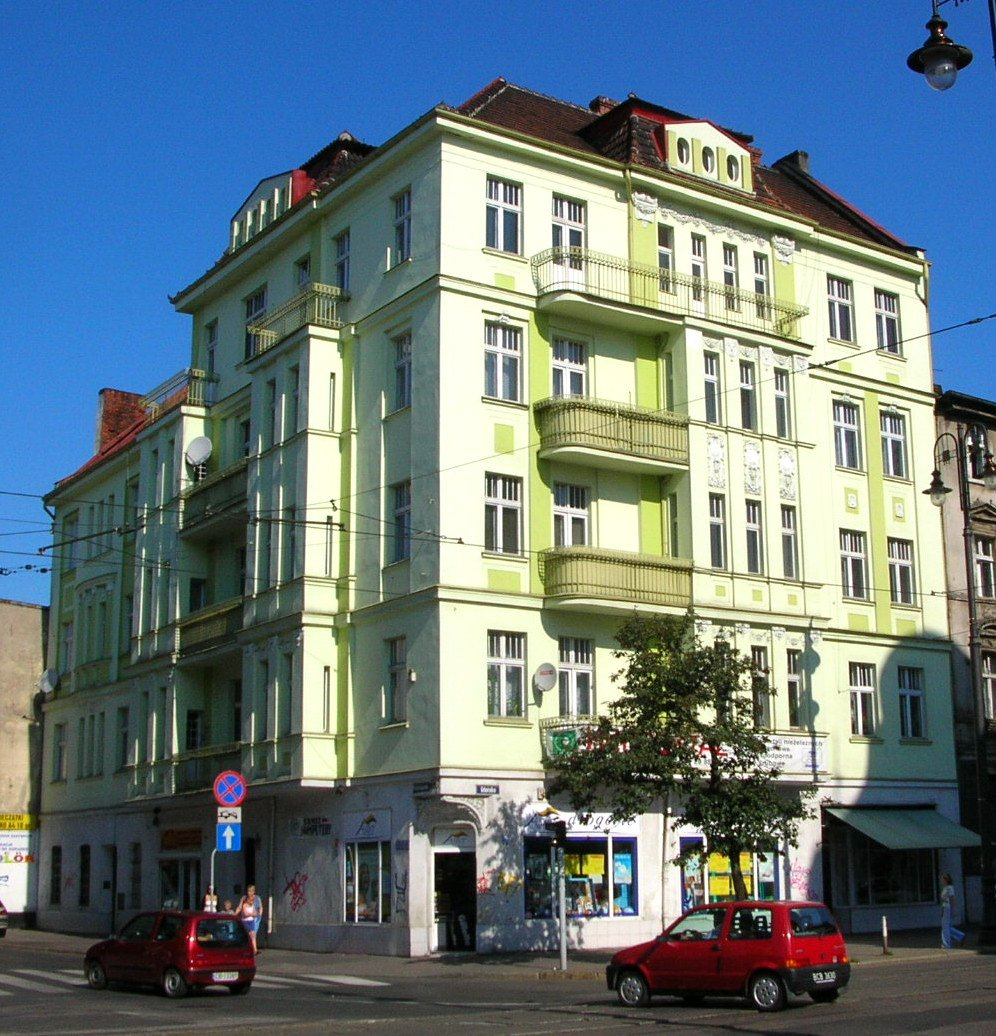
Latem
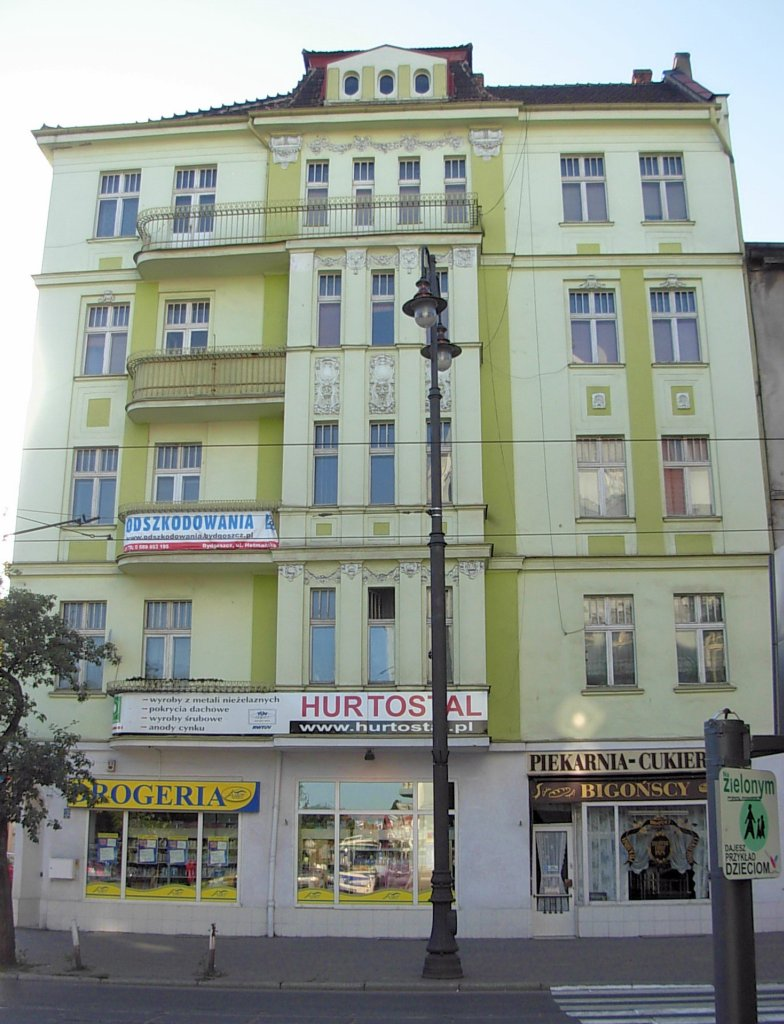
Elewacja od ul. Gdańskiej
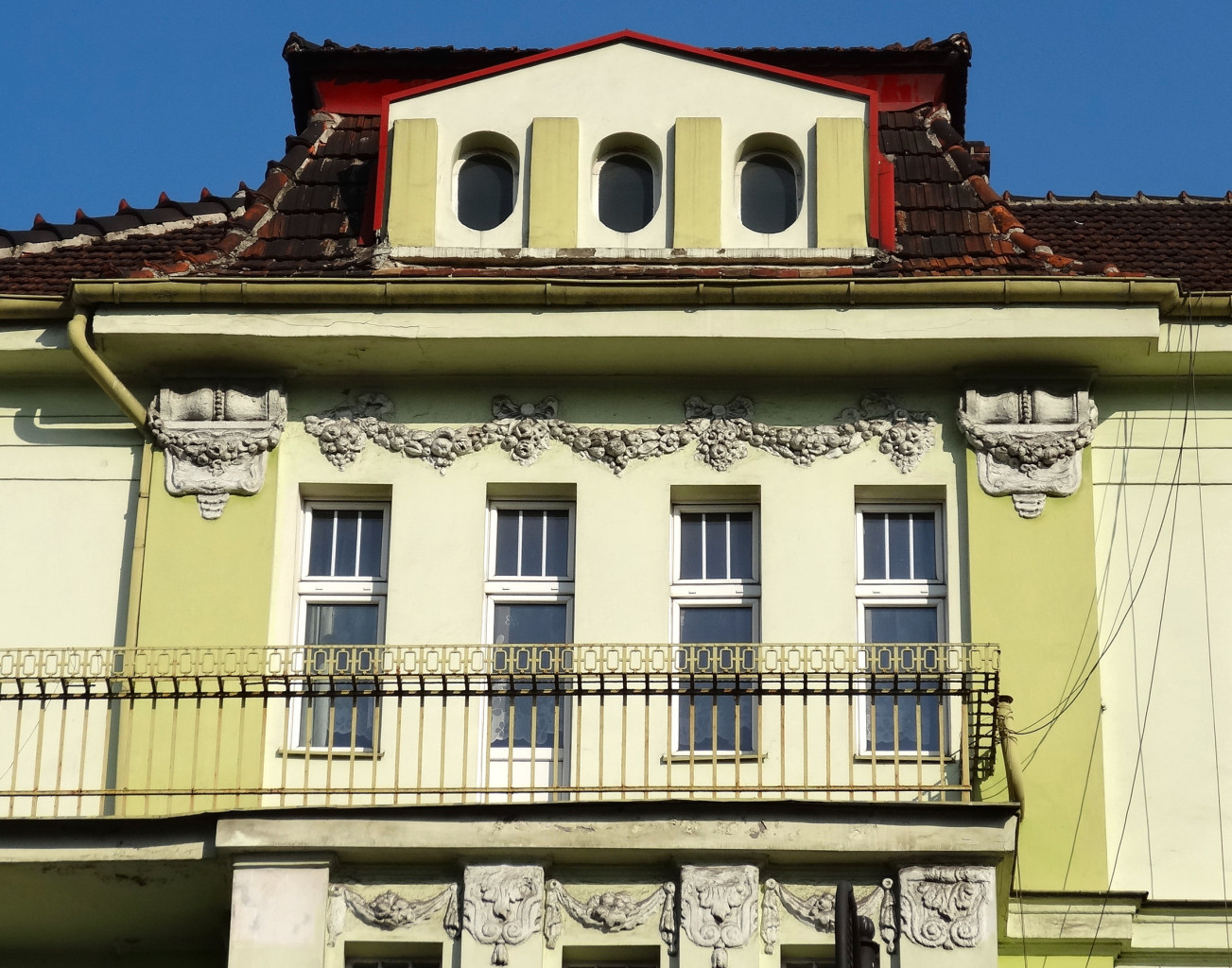
Część górna
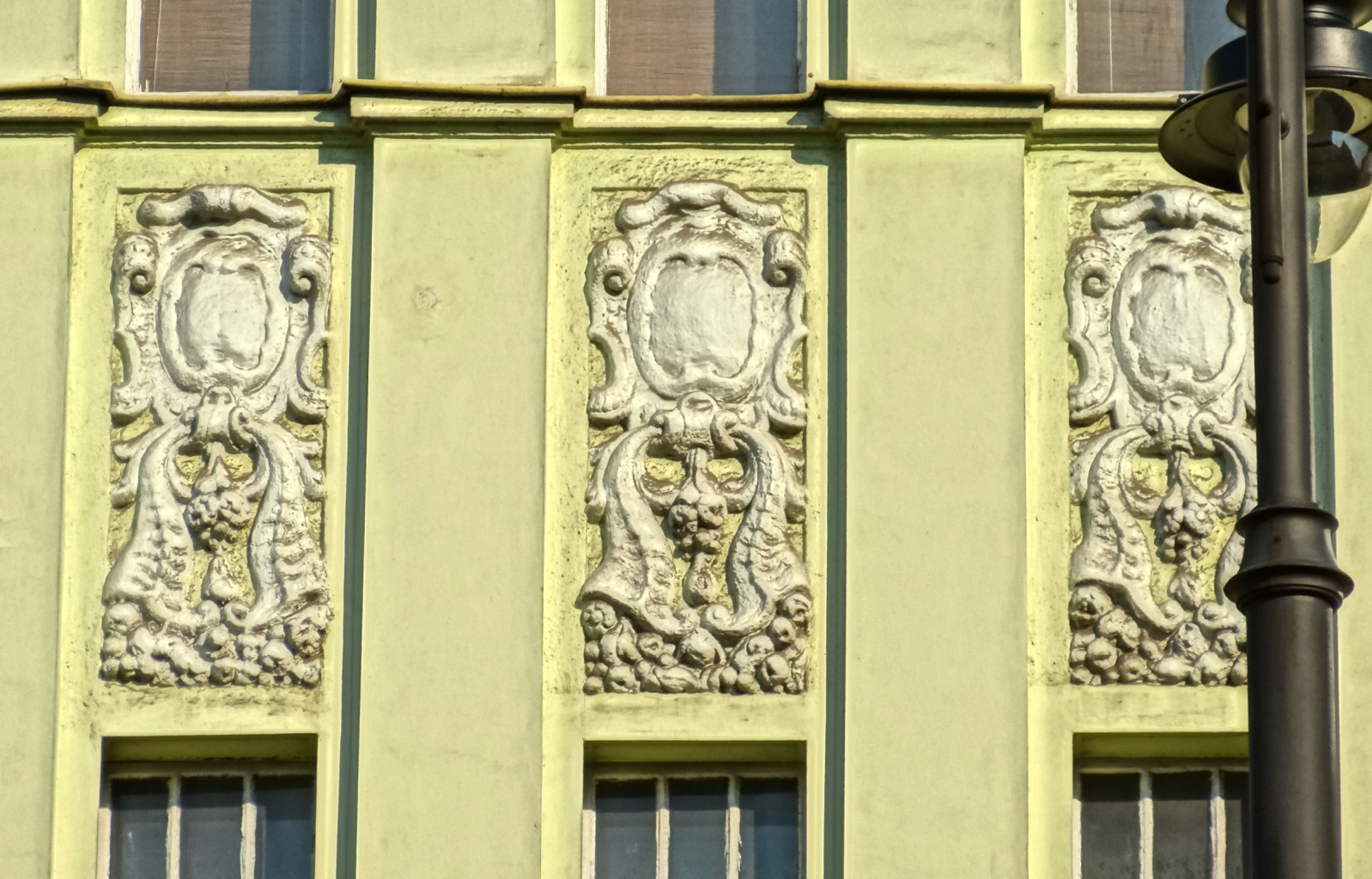
Płaskorzeźby